# Kazuyoshi Funaki
Kazuyoshi Funaki (Yoichi, 27 aprile 1975) è un saltatore con gli sci giapponese, campione olimpico e mondiale.

## Biografia
Funaki iniziò a praticare salto con gli sci a undici anni. Esordì nella Coppa del Mondo di salto con gli sci il 20 dicembre 1992 a Sapporo (27°). Due anni più tardi ottenne la prima vittoria in Coppa del Mondo, il 10 dicembre 1994 sul trampolino normale di Planica.
Le stagioni dal 1997 al 1999 furono le più ricche di risultati per Funaki: ai Mondiali del 1997 vinse l'argento nella gara a squadre, come membro del quartetto giapponese, e concluse la stagione al terzo posto nella classifica generale di Coppa del Mondo.
L'anno seguente a gennaio vinse prima il prestigioso Turneo dei quattro trampolini, poi diventò campione del mondo di volo con gli sci. A febbraio, ai XVIII Giochi olimpici invernali che si disputavano in patria, a Nagano, vinse la medaglia d'oro sul trampolino lungo K120 ottenendo da tutti i giudici il massimo punteggio per lo stile; vinse inoltre l'argento nel trampolino normale K90 e guidò il quartetto giapponese alla vittoria nella gara a squadre. Fu uno dei beniamini del pubblico di quell'edizione dei Giochi, e secondo le dichiarazioni di Funaki stesso il sostegno dei tifosi svolse un ruolo chiave nel suo successo olimpico: «Il boato degli spettatori cambiò il vento per me», dichiarò ai giornalisti. A fine stagione fu secondo nella classifica generale di Coppa del Mondo dietro allo sloveno Primož Peterka, il miglior piazzamento finale della sua carriera.
Ai Mondiali del 1999 si laureò campione del mondo sul trampolino normale K90 e fu di nuovo argento nella gara a squadre. Nelle stagioni successive Funaki faticò a ottenere risultati di rilievo, soprattutto a livello individuale; ai XIX Giochi olimpici invernali di Salt Lake City 2002 fu 9° nel trampolino normale, 7° nel trampolino lungo, 5° nella gara a squadre. Con il quartetto giapponese vinse comunque l'argento nella gara a squadre ai Campionati mondiali di sci nordico 2003.

## Palmarès

### Olimpiadi
- 3 medaglie:
  - 2 ori (trampolino lungo, gara a squadre a Nagano 1998)
  - 1 argento (trampolino normale a Nagano 1998)

### Mondiali
- 4 medaglie:
  - 1 oro (trampolino normale nel Ramsau am Dachstein 1999)
  - 3 argenti (gara a squadre nel Trondheim 1997; gara a squadre nel Ramsau am Dachstein 1999; gara a squadre nel Val di Fiemme 2003)

### Mondiali di volo
- 1 medaglia:
  - 1 oro (individuale a Oberstdorf 1998)

### Coppa del Mondo
- Miglior piazzamento in classifica generale: 2º nel 1998
- 45 podi (38 individuali, 7 a squadre):
  - 17 vittorie (15 individuali, 2 a squadre)
  - 14 secondi posti (12 individuali, 2 a squadre)
  - 14 terzi posti (11 individuali, 3 a squadre)

#### Coppa del Mondo - vittorie
| Data             | Località               | Nazione     | Trampolino                                                                    |
| ---------------- | ---------------------- | ----------- | ----------------------------------------------------------------------------- |
| 10 dicembre 1994 | Planica                | Slovenia    | Letalnica K92                                                                 |
| 4 gennaio 1995   | Innsbruck              | Austria     | Bergisel K110                                                                 |
| 14 dicembre 1996 | Harrachov              | Rep. Ceca   | Čerťák K120                                                                   |
| 4 gennaio 1997   | Innsbruck              | Austria     | Bergisel K110                                                                 |
| 12 marzo 1997    | Kuopio                 | Finlandia   | Puijo K95                                                                     |
| 16 marzo 1997    | Oslo                   | Norvegia    | Holmenkollen K112                                                             |
| 29 dicembre 1997 | Oberstdorf             | Germania    | Schattenberg K115                                                             |
| 1º gennaio 1998  | Garmisch-Partenkirchen | Germania    | Große Olympiaschanze K115                                                     |
| 4 gennaio 1998   | Innsbruck              | Austria     | Bergisel K110                                                                 |
| 25 gennaio 1998  | Oberstdorf             | Germania    | Heini Klopfer K185                                                            |
| 21 marzo 1998    | Planica                | Slovenia    | Letalnica K120                                                                |
| 10 gennaio 1999  | Engelberg              | Svizzera    | Gross-Titlis-Schanze K120                                                     |
| 24 gennaio 1999  | Sapporo                | Giappone    | Ōkurayama K120                                                                |
| 30 gennaio 1999  | Willingen              | Germania    | Mühlenkopf K120 (con Kazuya Yoshioka, Hideharu Miyahira e Noriaki Kasai)      |
| 6 marzo 1999     | Lahti                  | Finlandia   | Salpausselkä K90                                                              |
| 19 gennaio 2001  | Park City              | Stati Uniti | Utah Olympic Park K120 (con Kazuya Yoshioka, Masahiko Harada e Noriaki Kasai) |
| 5 febbraio 2005  | Sapporo                | Giappone    | Ōkurayama HS134                                                               |

#### Torneo dei quattro trampolini
- Vincitore del Torneo dei quattro trampolini nel 1998
- 5 podi di tappa[3]:
  - 5 vittorie

#### Nordic Tournament
- Vincitore del Nordic Tournament nel 1997
- 5 podi di tappa[3]:
  - 3 vittorie
  - 2 terzi posti

## Riconoscimenti
Nel 1999 venne premiato con la Medaglia Holmenkollen, uno dei più importanti riconoscimenti dello sci nordico, e il duo austriaco Christoph und Lollo gli dedicò una canzone, Funaki, contenuta nell'album Schispringerlieder.